# Nicole Vogt
Nicole Vogt (Wichita, 2 marzo 1987) è una bobbista statunitense, vincitrice delle World Series di monobob femminile nel 2020/21.

## Biografia
Gareggia dal 2011 in qualità di frenatrice per la squadra nazionale statunitense, debuttando in Coppa Nordamericana a novembre del 2011 ma già dall'inverno del 2012 passò al ruolo di pilota e nel circuito nordamericano conquistò la classifica generale 2015/16, terminando poi seconda nel 2017/18 e terza nel 2018/19.
Esordì in Coppa del Mondo da frenatrice nella stagione 2011/12, il 2 febbraio 2012 a Whistler, dove fu quattordicesima nel bob a due; il suo miglior risultato di tappa è stato l'ottavo posto ottenuto in quattro occasioni, mentre in classifica generale detiene quale miglior piazzamento il tredicesimo posto raggiunto al termine dell'annata 2015/16. Nel circuito delle World Series di monobob femminile andò per la prima volta a podio il 15 gennaio 2021 a Park City, vincendo la quarta gara della stagione 2020/21 e aggiudicandosi la classifica generale a fine stagione.
Prese parte ai campionati mondiali di Whistler 2019, dove fu nona nel bob a due e quarta nella gara a squadre.
Si è ritirata dalla carriera agonistca al termine della stagione 2022-2023.

## Palmarès

### Coppa del Mondo
- Miglior piazzamento in classifica generale nel monobob: 7ª nel 2022/23.
- Miglior piazzamento in classifica generale nel bob a due: 8ª nel 2022/23.
- Miglior piazzamento in classifica generale nella combinata: 8ª nel 2022/23.

### World Series di monobob femminile
- Vincitrice della classifica generale nel 2020/21.
- 6 podi:
  - 4 vittorie;
  - 1 secondo posto;
  - 1 terzo posto.

#### World Series di monobob femminile - vittorie
| Data             | Luogo       | Paese       |
| ---------------- | ----------- | ----------- |
| 15 gennaio 2021  | Park City   | Stati Uniti |
| 16 gennaio 2021  | Park City   | Stati Uniti |
| 1º febbraio 2021 | Lake Placid | Stati Uniti |
| 2 febbraio 2021  | Lake Placid | Stati Uniti |

### Circuiti minori

#### Coppa Europa
- Miglior piazzamento in classifica generale nel bob a due: 29ª nel 2019/20.

#### Coppa Nordamericana
- Vincitrice della classifica generale nel bob a due nel 2015/16.
- 29 podi (tutti nel bob a due):
  - 14 vittorie;
  - 5 secondi posti;
  - 10 terzi posti.